# Хондурас на Светском првенству у атлетици на отвореном 2017.
]
Хондурас је учествовао на Светском првенству у атлетици на отвореном 2017. одржаном у Лондону од 4. до 13. августа шеснаести пут, односно учествовао је на свим првенствима до данас. Репрезентацију Хондураса је представљао један такмичар који се такмичио у трци на 100 метара.,
На овом првенству Хондурас није освојио ниједну медаљу, нити је постигнут национални или лични рекорд.

## Учесници
Мушкарци:
- Роландо Паласиос — 100 м

## Резултати

### Мушкарци
| Атлетичар        | Дисциплина | Лични рекорд | Предтакмичење | Предтакмичење | Квалификације        | Квалификације        | Полуфинале           | Полуфинале           | Финале               | Финале       | Детаљи |
| Атлетичар        | Дисциплина | Лични рекорд | Резултат      | Место         | Резултат             | Место                | Резултат             | Место                | Резултат             | Место        | Детаљи |
| ---------------- | ---------- | ------------ | ------------- | ------------- | -------------------- | -------------------- | -------------------- | -------------------- | -------------------- | ------------ | ------ |
| Роландо Паласиос | 100 м      | 10,22 НР     | 10,73         | 4 у гр. 3     | Није се квалификовао | Није се квалификовао | Није се квалификовао | Није се квалификовао | Није се квалификовао | 45 / 56 (60) |        |